# Campeonato de Invierno 2010 (Costa Rica)
El Campeonato de Invierno 2010 fue la edición 95° del torneo de liga de la Primera División del fútbol costarricense, que inició la temporada 2010-11.
El equipo de Alajuelense se proclamó campeón y ganó el título «25» para acabar la racha de cinco años sin obtener un cetro. Para esta temporada, Limón se convirtió en el inquilino de la categoría al ganar el ascenso, mientras que Ramonense fue relegado a la Segunda División tras finalizar último en la campaña anterior. Por otra parte, Barrio México accedió a Primera División al firmar un convenio donde el cuadro capitalino asumiría las deudas de Liberia.

## Sistema de competición
El torneo de la Primera División está conformado en dos partes:
- Fase de clasificación: Se integra por las 16 jornadas del torneo.
- Fase final: Se integra por los cuartos de final, semifinales y final.

### Fase de clasificación
En la fase de clasificación se observará el sistema de puntos. La ubicación en la tabla general está sujeta a lo siguiente:
- Por juego ganado se obtendrán tres puntos.
- Por juego empatado se obtendrá un punto.
- Por juego perdido no se otorgan puntos.

En esta fase participan los 12 clubes de la Primera División jugando en dos grupos A y B durante las 16 jornadas respectivas.
El orden de los clubes al final de la fase de calificación del torneo corresponderá a la suma de los puntos obtenidos por cada uno de ellos y se presentará en forma descendente. Si al finalizar las 16 jornadas del torneo, dos o más clubes estuviesen empatados en puntos, su posición en la tabla general será determinada atendiendo a los siguientes criterios de desempate:
1. Mayor diferencia positiva general de goles. Este resultado se obtiene mediante la sumatoria de los goles anotados a todos los rivales, en cada campeonato menos los goles recibidos de estos.
2. Mayor cantidad de goles a favor, anotados a todos los rivales dentro de la misma competencia.
3. Mejor puntuación particular que hayan conseguido en las confrontaciones particulares entre ellos mismos.
4. Mayor diferencia positiva particular de goles, la cual se obtiene sumando los goles de los equipos empatados y restándole los goles recibidos.
5. Mayor cantidad de goles a favor que hayan conseguido en las confrontaciones entre ellos mismos.
6. Como última alternativa, la UNAFUT realizaría un sorteo para el desempate.

### Fase final
Los ocho clubes calificados para esta fase del torneo serán reubicados de acuerdo con el lugar que ocupen en la tabla general al término de la jornada 16, con el puesto del número uno al club mejor clasificado, y así hasta el octavo. Los partidos a esta fase se desarrollan a visita recíproca, en las siguientes etapas:
- Cuartos de final
- Semifinales
- Final

## Información de los equipos
| Equipo                    | Entrenador             | Ciudad                  | Estadio           | Capacidad | Fundación       |
| ------------------------- | ---------------------- | ----------------------- | ----------------- | --------- | --------------- |
| A. D. Barrio México       | Marvin Solano          | Barrio México, San José | "Colleya" Fonseca | 4 500     | 1948 (62 años)  |
| A. D. San Carlos          | Daniel Casas           | San Carlos, Alajuela    | Carlos Ugalde     | 5 600     | 1965 (45 años)  |
| Brujas F. C.              | Luis Torres Mora       | Desamparados, San José  | "Cuty" Monge      | 5 500     | 2004 (6 años)   |
| C. S. Cartaginés          | Johnny Chaves          | Cartago                 | "Fello" Meza      | 13 500    | 1906 (104 años) |
| C. S. Herediano           | Orlando de León        | Heredia                 | Rosabal Cordero   | 8 721     | 1921 (89 años)  |
| Deportivo Saprissa        | Roy Myers              | Tibás, San José         | Ricardo Saprissa  | 23 112    | 1935 (75 años)  |
| L. D. Alajuelense         | Óscar Ramírez          | Alajuela                | Morera Soto       | 17 895    | 1919 (91 años)  |
| Limón F. C.               | Ronald Mora            | Limón                   | Juan Gobán        | 2 349     | 1961 (49 años)  |
| Pérez Zeledón             | Marcelo Herrera        | Pérez Zeledón, San José | Municipal         | 6 100     | 1991 (19 años)  |
| Puntarenas F. C.          | Rafael Bautista Arenas | Puntarenas              | "Lito" Pérez      | 4 105     | 2004 (6 años)   |
| Santos de Guápiles        | Gustavo Martínez       | Guápiles, Limón         | Ebal Rodríguez    | 4 500     | 1961 (49 años)  |
| Universidad de Costa Rica | Mario Carrera          | Montes de Oca, San José | Ecológico         | 1 800     | 1941 (69 años)  |

### Equipos por provincia
| Saprissa Herediano Brujas Alajuelense San Carlos Limón UCR Pérez Zeledón Cartaginés Puntarenas Santos Barrio México |

| Provincia  | N.º | Equipos                                                                    |
| ---------- | --- | -------------------------------------------------------------------------- |
| San José   | 5   | Barrio México, Brujas, Pérez Zeledón, Saprissa y Universidad de Costa Rica |
| Alajuela   | 2   | Alajuelense y San Carlos                                                   |
| Limón      | 2   | Limón y Santos                                                             |
| Cartago    | 1   | Cartaginés                                                                 |
| Heredia    | 1   | Herediano                                                                  |
| Puntarenas | 1   | Puntarenas                                                                 |

### Ascensos y descensos
| a la Segunda División |
| --------------------- |
| A. D. Ramonense       |
| Liberia Mía           |

| a la Primera División |
| --------------------- |
| Limón F. C.           |
| A. D. Barrio México   |

## Fase de clasificación

### Tabla de posiciones

#### Tabla general
| Pos. | Equipo                    | Pts. | PJ | G  | E | P  | GF | GC | Dif. |  |
| ---- | ------------------------- | ---- | -- | -- | - | -- | -- | -- | ---- |  |
| 1    | L. D. Alajuelense         | 36   | 16 | 11 | 3 | 2  | 29 | 13 | +16  |  |
| 2    | C. D. Barrio México       | 31   | 16 | 9  | 4 | 3  | 26 | 15 | +11  |  |
| 3    | C. S. Herediano           | 29   | 16 | 8  | 5 | 3  | 33 | 18 | +15  |  |
| 4    | A. D. San Carlos          | 25   | 16 | 7  | 4 | 5  | 19 | 18 | +1   |  |
| 5    | C. S. Cartaginés          | 23   | 16 | 6  | 5 | 5  | 22 | 20 | +2   |  |
| 6    | Brujas F. C.              | 21   | 16 | 6  | 3 | 7  | 33 | 29 | +4   |  |
| 7    | Pérez Zeledón             | 21   | 16 | 6  | 3 | 7  | 17 | 22 | −5   |  |
| 8    | Santos de Guápiles        | 20   | 16 | 4  | 8 | 4  | 16 | 26 | −10  |  |
| 9    | Puntarenas F. C.          | 18   | 16 | 5  | 3 | 8  | 23 | 27 | −4   |  |
| 10   | Limón F. C.               | 17   | 16 | 5  | 2 | 9  | 18 | 22 | −4   |  |
| 11   | Deportivo Saprissa        | 16   | 16 | 4  | 4 | 8  | 26 | 27 | −1   |  |
| 12   | Universidad de Costa Rica | 8    | 16 | 2  | 2 | 12 | 13 | 38 | −25  |  |

 Fuente: UNAFUT
Criterios de clasificación: Puntos · Diferencia de goles · Goles a favor
|  | Clasifica a los cuartos de final |
|  | Último lugar.                    |

#### Grupo A
| Pos. | Equipo              | Pts. | PJ | G | E | P | GF | GC | Dif. |  |
| ---- | ------------------- | ---- | -- | - | - | - | -- | -- | ---- |  |
| 1    | C. D. Barrio México | 31   | 16 | 9 | 4 | 3 | 26 | 15 | +11  |  |
| 2    | C. S. Cartaginés    | 23   | 16 | 6 | 5 | 5 | 22 | 20 | +2   |  |
| 3    | Pérez Zeledón       | 21   | 16 | 6 | 3 | 7 | 17 | 22 | −5   |  |
| 4    | Puntarenas F. C.    | 18   | 16 | 5 | 3 | 8 | 23 | 27 | −4   |  |
| 5    | Limón F. C.         | 17   | 16 | 5 | 2 | 9 | 18 | 22 | −4   |  |
| 6    | Deportivo Saprissa  | 16   | 16 | 4 | 4 | 8 | 26 | 27 | −1   |  |

 Fuente: UNAFUT
Criterios de clasificación: Puntos · Diferencia de goles · Goles a favor
|  | Clasifica directo a los cuartos de final.            |
|  | Clasifica a los cuartos de final por mejor posición. |
|  | Último lugar.                                        |

#### Grupo B
| Pos. | Equipo                    | Pts. | PJ | G  | E | P  | GF | GC | Dif. |  |
| ---- | ------------------------- | ---- | -- | -- | - | -- | -- | -- | ---- |  |
| 1    | L. D. Alajuelense         | 36   | 16 | 11 | 3 | 2  | 29 | 13 | +16  |  |
| 2    | C. S. Herediano           | 29   | 16 | 8  | 5 | 3  | 33 | 18 | +15  |  |
| 3    | A. D. San Carlos          | 25   | 16 | 7  | 4 | 5  | 19 | 18 | +1   |  |
| 4    | Brujas F. C.              | 21   | 16 | 6  | 3 | 7  | 33 | 29 | +4   |  |
| 5    | Santos de Guápiles        | 20   | 16 | 4  | 8 | 4  | 16 | 26 | −10  |  |
| 6    | Universidad de Costa Rica | 8    | 16 | 2  | 2 | 12 | 13 | 38 | −25  |  |

 Fuente: UNAFUT
Criterios de clasificación: Puntos · Diferencia de goles · Goles a favor
|  | Clasifica directo a los cuartos de final.            |
|  | Clasifica a los cuartos de final por mejor posición. |
|  | Último lugar.                                        |

### Resumen de resultados
| Local / Visita            | SC    | BRU   | BM    | CSC   | CSH   | SAP   | LDA   | LIM   | MPZ   | PFC   | SAN   | UCR   |
| ------------------------- | ----- | ----- | ----- | ----- | ----- | ----- | ----- | ----- | ----- | ----- | ----- | ----- |
| A. D. San Carlos          |       | 4 - 1 |       |       | 0 - 3 | 1 - 0 | 3 - 1 |       | 1 - 0 | 2 - 1 | 2 - 3 | 2 - 0 |
| Brujas F. C.              | 0 - 0 |       | 0 - 1 | 3 - 3 | 2 - 1 |       | 2 - 4 | 3 - 1 |       |       | 5 - 0 | 0 - 1 |
| C. D. Barrio México       | 2 - 1 |       |       | 2 - 0 | 1 - 0 | 3 - 2 |       | 1 - 0 | 0 - 3 | 1 - 1 | 0 - 0 |       |
| C. S. Cartaginés          | 0 - 0 |       | 0 - 0 |       | 0 - 0 | 1 - 1 |       | 2 - 1 | 1 - 0 | 3 - 1 | 7 - 1 |       |
| C. S. Herediano           | 4 - 1 | 1 - 1 |       |       |       | 3 - 1 | 2 - 2 |       | 3 - 2 | 2 - 0 | 1 - 1 | 4 - 1 |
| Deportivo Saprissa        |       | 3 - 2 | 2 - 3 | 1 - 2 |       |       | 0 - 0 | 3 - 1 | 4 - 1 | 1 - 2 |       | 4 - 1 |
| L. D. Alajuelense         | 0 - 1 | 3 - 2 | 2 - 1 | 2 - 0 | 3 - 1 |       |       | 2 - 1 |       |       | 3 - 0 | 3 - 0 |
| Limón F. C.               | 2 - 0 |       | 3 - 2 | 2 - 1 | 1 - 2 | 0 - 0 |       |       | 0 - 0 | 4 - 1 | 0 - 1 |       |
| Pérez Zeledón             |       | 0 - 2 | 1 - 1 | 1 - 2 |       | 4 - 3 | 0 - 1 | 2 - 1 |       | 1 - 0 |       | 2 - 1 |
| Puntarenas F. C.          |       | 5 - 2 | 2 - 5 | 2 - 0 |       | 1 - 1 | 0 - 2 | 2 - 0 | 1 - 2 |       |       | 3 - 0 |
| Santos de Guápiles        | 0 - 0 | 0 - 2 |       |       | 2 - 2 | 2 - 0 | 0 - 0 |       | 1 - 1 | 1 - 1 |       | 2 - 0 |
| Universidad de Costa Rica | 1 - 1 | 2 - 6 | 1 - 3 | 3 - 0 | 0 - 4 |       | 0 - 1 | 0 - 1 |       |       | 2 - 2 |       |

|  | Victoria del equipo local     |
|  | Empate                        |
|  | Victoria del equipo visitante |

## Fase final

### Cuadro de desarrollo
|  | Cuartos de final                                    | Cuartos de final                                    | Cuartos de final                                    | Cuartos de final                                    | Cuartos de final                                    |   |       | Semifinales                                    | Semifinales                                    | Semifinales                                    | Semifinales                                    | Semifinales                                    |  |    | Final                                          | Final                                          | Final                                          | Final                                          | Final                                          |  |
|  | 13 de noviembre (ida) 20 / 21 de noviembre (vuelta) | 13 de noviembre (ida) 20 / 21 de noviembre (vuelta) | 13 de noviembre (ida) 20 / 21 de noviembre (vuelta) | 13 de noviembre (ida) 20 / 21 de noviembre (vuelta) | 13 de noviembre (ida) 20 / 21 de noviembre (vuelta) |   |       | 24 de noviembre (ida) 28 de noviembre (vuelta) | 24 de noviembre (ida) 28 de noviembre (vuelta) | 24 de noviembre (ida) 28 de noviembre (vuelta) | 24 de noviembre (ida) 28 de noviembre (vuelta) | 24 de noviembre (ida) 28 de noviembre (vuelta) |  |    | 12 de diciembre (ida) 19 de diciembre (vuelta) | 12 de diciembre (ida) 19 de diciembre (vuelta) | 12 de diciembre (ida) 19 de diciembre (vuelta) | 12 de diciembre (ida) 19 de diciembre (vuelta) | 12 de diciembre (ida) 19 de diciembre (vuelta) |  |
|  |                                                     |                                                     |                                                     |                                                     |                                                     |   |       |                                                |                                                |                                                |                                                |                                                |  |    |                                                |                                                |                                                |                                                |                                                |  |
|  |                                                     |                                                     |                                                     |                                                     |                                                     |   |       |                                                |                                                |                                                |                                                |                                                |  |    |                                                |                                                |                                                |                                                |                                                |  |
|  | 1° B                                                | L. D. Alajuelense                                   | 2                                                   | 4                                                   | 6                                                   |   |       |                                                |                                                |                                                |                                                |                                                |  |    |                                                |                                                |                                                |                                                |                                                |  |
|  | 1° B                                                | L. D. Alajuelense                                   | 2                                                   | 4                                                   | 6                                                   |   |       |                                                |                                                |                                                |                                                |                                                |  |    |                                                |                                                |                                                |                                                |                                                |  |
|  | 3° A                                                | Pérez Zeledón                                       | 2                                                   | 1                                                   | 3                                                   |   |       |                                                |                                                |                                                |                                                |                                                |  |    |                                                |                                                |                                                |                                                |                                                |  |
|  | 3° A                                                | Pérez Zeledón                                       | 2                                                   | 1                                                   | 3                                                   |   | S1    | L. D. Alajuelense                              | 2                                              | 3                                              | 5                                              |                                                |  |    |                                                |                                                |                                                |                                                |                                                |  |
|  |                                                     |                                                     |                                                     |                                                     |                                                     |   | S1    | L. D. Alajuelense                              | 2                                              | 3                                              | 5                                              |                                                |  |    |                                                |                                                |                                                |                                                |                                                |  |
|  |                                                     |                                                     | S2                                                  | C. S. Cartaginés                                    | 1                                                   | 0 | 1     |                                                |                                                |                                                |                                                |                                                |  |    |                                                |                                                |                                                |                                                |                                                |  |
|  | 2° A                                                | C. S. Cartaginés                                    | S2                                                  | C. S. Cartaginés                                    | 1                                                   | 0 | 1     | 3                                              | 1                                              | 4                                              |                                                |                                                |  |    |                                                |                                                |                                                |                                                |                                                |  |
|  | 2° A                                                | C. S. Cartaginés                                    |                                                     |                                                     |                                                     |   |       |                                                |                                                | 4                                              |                                                |                                                |  |    |                                                |                                                |                                                |                                                |                                                |  |
|  | 4° B                                                | Brujas F. C.                                        | 2                                                   | 1                                                   | 3                                                   |   |       |                                                |                                                |                                                |                                                |                                                |  |    |                                                |                                                |                                                |                                                |                                                |  |
|  | 4° B                                                | Brujas F. C.                                        | 2                                                   | 1                                                   | 3                                                   |   |       |                                                |                                                |                                                |                                                |                                                |  | F1 | L. D. Alajuelense                              | 0                                              | 1                                              | 1 (4)                                          |                                                |  |
|  |                                                     |                                                     |                                                     |                                                     |                                                     |   |       |                                                |                                                |                                                |                                                |                                                |  | F1 | L. D. Alajuelense                              | 0                                              | 1                                              | 1 (4)                                          |                                                |  |
|  |                                                     |                                                     | F2                                                  | C. S. Herediano                                     | 0                                                   | 1 | 1 (3) |                                                |                                                |                                                |                                                |                                                |  |    |                                                |                                                |                                                |                                                |                                                |  |
|  | 2° B                                                | C. S. Herediano                                     | F2                                                  | C. S. Herediano                                     | 0                                                   | 1 | 1 (3) | 0                                              | 4                                              | 4                                              |                                                |                                                |  |    |                                                |                                                |                                                |                                                |                                                |  |
|  | 2° B                                                | C. S. Herediano                                     |                                                     |                                                     |                                                     |   |       |                                                |                                                | 4                                              |                                                |                                                |  |    |                                                |                                                |                                                |                                                |                                                |  |
|  | 3° B                                                | A. D. San Carlos                                    | 2                                                   | 0                                                   | 2                                                   |   |       |                                                |                                                |                                                |                                                |                                                |  |    |                                                |                                                |                                                |                                                |                                                |  |
|  | 3° B                                                | A. D. San Carlos                                    | 2                                                   | 0                                                   | 2                                                   |   | S3    | C. S. Herediano                                | 0                                              | 1                                              | 1                                              |                                                |  |    |                                                |                                                |                                                |                                                |                                                |  |
|  |                                                     |                                                     |                                                     |                                                     |                                                     |   | S3    | C. S. Herediano                                | 0                                              | 1                                              | 1                                              |                                                |  |    |                                                |                                                |                                                |                                                |                                                |  |
|  |                                                     |                                                     | S4                                                  | Santos de Guápiles                                  | 1                                                   | 0 | 1     |                                                |                                                |                                                |                                                |                                                |  |    |                                                |                                                |                                                |                                                |                                                |  |
|  | 1° A                                                | C. D. Barrio México                                 | S4                                                  | Santos de Guápiles                                  | 1                                                   | 0 | 1     | 0                                              | 0                                              | 0                                              |                                                |                                                |  |    |                                                |                                                |                                                |                                                |                                                |  |
|  | 1° A                                                | C. D. Barrio México                                 |                                                     |                                                     |                                                     |   |       |                                                |                                                | 0                                              |                                                |                                                |  |    |                                                |                                                |                                                |                                                |                                                |  |
|  | 5° B                                                | Santos de Guápiles                                  | 3                                                   | 3                                                   | 6                                                   |   |       |                                                |                                                |                                                |                                                |                                                |  |    |                                                |                                                |                                                |                                                |                                                |  |
|  | 5° B                                                | Santos de Guápiles                                  | 3                                                   | 3                                                   | 6                                                   |   |       |                                                |                                                |                                                |                                                |                                                |  |    |                                                |                                                |                                                |                                                |                                                |  |
|  |                                                     |                                                     |                                                     |                                                     |                                                     |   |       |                                                |                                                |                                                |                                                |                                                |  |    |                                                |                                                |                                                |                                                |                                                |  |

### Cuartos de final

#### Alajuelense vs. Pérez Zeledón
| 13 de noviembre de 2010, 21:00 | Pérez Zeledón                       | 2:2 (0:2) | L. D. Alajuelense    | Estadio Municipal, Pérez Zeledón, San José |                       |
|                                | - Éver Alfaro 53' - Daniel Arce 73' | Reporte   | - Leandrinho 3', 23' | Árbitro(s): Hugo Cruz                      | Árbitro(s): Hugo Cruz |

| 21 de noviembre de 2010, 21:00 | L. D. Alajuelense                                                                      | 4:1 (1:1) (Global 6:3) | Pérez Zeledón     | Estadio Morera Soto, Alajuela |                            |
|                                | - José Salvatierra 9' - Luis Marín 47' - Alejandro Alpízar 67' (pen.) - Leandrinho 79' | Reporte                | - Albán Gómez 15' | Árbitro(s): Wálter Quesada    | Árbitro(s): Wálter Quesada |

#### Barrio México vs. Santos
| 13 de noviembre de 2010 | Santos de Guápiles | 3:0 Cancelado | A. D. Barrio México | Estadio Ebal Rodríguez, Guápiles, Limón |                               |
| |                    | Reporte       |                     | Árbitro(s): Alexandro Jiménez           | Árbitro(s): Alexandro Jiménez |
| En Barrio México no se llegó a un acuerdo entre Minor Vargas, máximo accionista del club, con los jugadores Minor Díaz y Pablo Salazar, en cuanto al monto económico adeudado, ni se presentó ningún documento que así constara emitido por el Tribunal de Heredia. |                    |               |                     |                                         |                               |

| 20 de noviembre de 2010, 15:00 | A. D. Barrio México | 0:3 Cancelado (Global 0:6) | Santos de Guápiles | Estadio "Colleya" Fonseca, Goicoechea, San José |                            |
| |                     | Reporte                    |                    | Árbitro(s): Andrés Alpízar                      | Árbitro(s): Andrés Alpízar |
| El cuadro canela no pudo presentar antes de las 2 p. m. un documento que probara un arreglo de la deuda con los jugadores Minor Díaz y Pablo Salazar. |                     |                            |                    |                                                 |                            |

#### Herediano vs. San Carlos
| 13 de noviembre de 2010, 19:00 | A. D. San Carlos          | 2:0 (1:0) | C. S. Herediano | Estadio Carlos Ugalde, San Carlos, Alajuela |                            |
|                                | - Álvaro Sánchez 13', 87' | Reporte   |                 | Árbitro(s): Ricardo Cerdas                  | Árbitro(s): Ricardo Cerdas |

| 20 de noviembre de 2010, 20:00 | C. S. Herediano                                                           | 4:0 (3:0) (Global 4:2) | A. D. San Carlos | Estadio Rosabal Cordero, Heredia                          |                                                           |
|                                | - Diego Madrigal 16' - Froylán Ledezma 31' (pen.) - Víctor Núñez 36', 74' | Reporte                |                  | Asistencia: 4 000 espectadores Árbitro(s): Henry Bejarano | Asistencia: 4 000 espectadores Árbitro(s): Henry Bejarano |

#### Cartaginés vs. Brujas
| 13 de noviembre de 2010, 15:00 | Brujas F. C.                               | 2:3 (2:1) | C. S. Cartaginés                      | Estadio "Cuty" Monge, Desamparados, San José |                         |
|                                | - Fabricio Chavarría 3' - Andrés Núñez 38' | Reporte   | - Randall Brenes 25' (pen.), 53', 79' | Árbitro(s): Rafael Vega                      | Árbitro(s): Rafael Vega |

| 21 de noviembre de 2010, 15:00 | C. S. Cartaginés  | 1:1 (1:1) (Global 4:3) | Brujas F. C.      | Estadio "Fello" Meza, Cartago |                            |
|                                | - Franco Basso 4' | Reporte                | - Keilor Soto 23' | Árbitro(s): Randall Poveda    | Árbitro(s): Randall Poveda |

### Semifinales

#### Alajuelense vs. Cartaginés
| 24 de noviembre de 2010, 20:00 | C. S. Cartaginés     | 1:2 (1:0) | L. D. Alajuelense                      | Estadio "Fello" Meza, Cartago                                 |                                                               |
|                                | - Daniel Jiménez 18' | Reporte   | - Kevin Sancho 63' - Allen Guevara 90' | Asistencia: 15 000 espectadores Árbitro(s): Alexandro Jiménez | Asistencia: 15 000 espectadores Árbitro(s): Alexandro Jiménez |

| 28 de noviembre de 2010, 11:00 | L. D. Alajuelense                                           | 3:0 (1:0) (Global 5:1) | C. S. Cartaginés | Estadio Morera Soto, Alajuela                              |                                                            |
|                                | - Leandrinho 42' - Pablo Gabas 56' - Christian Oviedo 90+2' | Reporte                |                  | Asistencia: 18 000 espectadores Árbitro(s): Ricardo Cerdas | Asistencia: 18 000 espectadores Árbitro(s): Ricardo Cerdas |

#### Herediano vs. Santos
| 24 de noviembre de 2010, 20:00 | Santos de Guápiles     | 1:0 (0:0) | C. S. Herediano | Estadio Ebal Rodríguez, Guápiles, Limón |                           |
|                                | - Hércules Cardoso 75' | Reporte   |                 | Árbitro(s): Jeffrey Solís               | Árbitro(s): Jeffrey Solís |

| 28 de noviembre de 2010, 15:00                                        | C. S. Herediano       | 1:0 (0:0) (Global 1:1) | Santos de Guápiles | Estadio Rosabal Cordero, Heredia                          |                                                           |
|                                                                       | - Froylán Ledezma 88' | Reporte                |                    | Asistencia: 5 500 espectadores Árbitro(s): Andrés Alpízar | Asistencia: 5 500 espectadores Árbitro(s): Andrés Alpízar |
| Herediano avanzó a la siguiente ronda por mejor posición en la tabla. |                       |                        |                    |                                                           |                                                           |

### Final

#### Alajuelense vs. Herediano
| 12 de diciembre de 2010, 17:00 | C. S. Herediano | 0:0     | L. D. Alajuelense | Estadio Rosabal Cordero, Heredia                          |                                                           |
|                                |                 | Reporte |                   | Asistencia: 6 703 espectadores Árbitro(s): Wálter Quesada | Asistencia: 6 703 espectadores Árbitro(s): Wálter Quesada |

| 19 de diciembre de 2010, 16:00 | L. D. Alajuelense                                                               | 1:1 (0:1) (1:1 t. s.)(4:3 p.)(Global 1:1) | C. S. Herediano                                                                           | Estadio Morera Soto, Alajuela                              |                                                            |
|                                | - Pablo Gabas 90'                                                               | Reporte                                   | - Víctor Núñez 45'                                                                        | Asistencia: 19 500 espectadores Árbitro(s): Henry Bejarano | Asistencia: 19 500 espectadores Árbitro(s): Henry Bejarano |
|                                |                                                                                 | Tiros desde el punto penal                |                                                                                           |                                                            |                                                            |
|                                | - Leandrinho - Luis Marín - Pablo Gabas - Giancarlo González - Christian Oviedo |                                           | - José Carlos Cancela - Esteban Ramírez - Diego Madrigal - Éric Sánchez - Froylán Ledezma |                                                            |                                                            |

#### Final - ida
| -     | POR   | Leonel Moreira      |     |
|       | DEF   | Marvin Obando       |     |
|       | DEF   | Robert Arias        |     |
|       | DEF   | Bryan Orué          | 61' |
|       | DEF   | Christian Montero   |     |
|       | MED   | José Carlos Cancela | 84' |
|       | MED   | Esteban Ramírez     | 69' |
|       | MED   | José Miguel Cubero  |     |
|       | MED   | Diego Madrigal      |     |
|       | DEL   | Froylán Ledezma     |     |
|       | DEL   | Víctor Núñez        |     |
| D. T. | D. T. | Orlando de León     |     |

| -     | POR   | Patrick Pemberton   |     |
|       | DEF   | Luis Marín          |     |
|       | DEF   | Johnny Acosta       |     |
|       | DEF   | Cristopher Meneses  |     |
|       | DEF   | José Salvatierra    | 75' |
|       | MED   | Juan Gabriel Guzmán |     |
|       | MED   | Allen Guevara       |     |
|       | MED   | Pablo Gabas         |     |
|       | MED   | Luis Miguel Valle   |     |
|       | DEL   | Leandrinho          | 66' |
|       | DEL   | Alejandro Alpízar   | 86' |
| D. T. | D. T. | Óscar Ramírez       |     |

| - | MED | José Sánchez   | 61' |
|   | DEF | Bismark Acosta | 69' |
|   | MED | Tirso Guío     | 84' |

| - | MED | Christian Oviedo  | 66' |
|   | DEL | Marco Ureña       | 75' |
|   | DEL | Argenis Fernández | 86' |

| 70' · 85' | Robert Arias Froylán Ledezma |

| 40' · 41' | José Salvatierra Alejandro Alpízar |

| 73', 86' | Johnny Acosta |

| Principal  | Wálter Quesada    |
| Asistentes | Marvin Ramírez    |
|            | Edwin Medaglia    |
| Cuarto     | Francisco Venegas |

| -     | POR   | Leonel Moreira      |     |
|       | DEF   | Marvin Obando       |     |
|       | DEF   | Robert Arias        |     |
|       | DEF   | Bryan Orué          | 61' |
|       | DEF   | Christian Montero   |     |
|       | MED   | José Carlos Cancela | 84' |
|       | MED   | Esteban Ramírez     | 69' |
|       | MED   | José Miguel Cubero  |     |
|       | MED   | Diego Madrigal      |     |
|       | DEL   | Froylán Ledezma     |     |
|       | DEL   | Víctor Núñez        |     |
| D. T. | D. T. | Orlando de León     |     |

| -     | POR   | Patrick Pemberton   |     |
|       | DEF   | Luis Marín          |     |
|       | DEF   | Johnny Acosta       |     |
|       | DEF   | Cristopher Meneses  |     |
|       | DEF   | José Salvatierra    | 75' |
|       | MED   | Juan Gabriel Guzmán |     |
|       | MED   | Allen Guevara       |     |
|       | MED   | Pablo Gabas         |     |
|       | MED   | Luis Miguel Valle   |     |
|       | DEL   | Leandrinho          | 66' |
|       | DEL   | Alejandro Alpízar   | 86' |
| D. T. | D. T. | Óscar Ramírez       |     |

| - | MED | José Sánchez   | 61' |
|   | DEF | Bismark Acosta | 69' |
|   | MED | Tirso Guío     | 84' |

| - | MED | Christian Oviedo  | 66' |
|   | DEL | Marco Ureña       | 75' |
|   | DEL | Argenis Fernández | 86' |

| 70' · 85' | Robert Arias Froylán Ledezma |

| 40' · 41' | José Salvatierra Alejandro Alpízar |

| 73', 86' | Johnny Acosta |

| Principal  | Wálter Quesada    |
| Asistentes | Marvin Ramírez    |
|            | Edwin Medaglia    |
| Cuarto     | Francisco Venegas |

| -     | POR   | Leonel Moreira      |     |
|       | DEF   | Marvin Obando       |     |
|       | DEF   | Robert Arias        |     |
|       | DEF   | Bryan Orué          | 61' |
|       | DEF   | Christian Montero   |     |
|       | MED   | José Carlos Cancela | 84' |
|       | MED   | Esteban Ramírez     | 69' |
|       | MED   | José Miguel Cubero  |     |
|       | MED   | Diego Madrigal      |     |
|       | DEL   | Froylán Ledezma     |     |
|       | DEL   | Víctor Núñez        |     |
| D. T. | D. T. | Orlando de León     |     |

| -     | POR   | Patrick Pemberton   |     |
|       | DEF   | Luis Marín          |     |
|       | DEF   | Johnny Acosta       |     |
|       | DEF   | Cristopher Meneses  |     |
|       | DEF   | José Salvatierra    | 75' |
|       | MED   | Juan Gabriel Guzmán |     |
|       | MED   | Allen Guevara       |     |
|       | MED   | Pablo Gabas         |     |
|       | MED   | Luis Miguel Valle   |     |
|       | DEL   | Leandrinho          | 66' |
|       | DEL   | Alejandro Alpízar   | 86' |
| D. T. | D. T. | Óscar Ramírez       |     |

| - | MED | José Sánchez   | 61' |
|   | DEF | Bismark Acosta | 69' |
|   | MED | Tirso Guío     | 84' |

| - | MED | Christian Oviedo  | 66' |
|   | DEL | Marco Ureña       | 75' |
|   | DEL | Argenis Fernández | 86' |

| 70' · 85' | Robert Arias Froylán Ledezma |

| 40' · 41' | José Salvatierra Alejandro Alpízar |

| 73', 86' | Johnny Acosta |

| Principal  | Wálter Quesada    |
| Asistentes | Marvin Ramírez    |
|            | Edwin Medaglia    |
| Cuarto     | Francisco Venegas |

| -     | POR   | Leonel Moreira      |     |
|       | DEF   | Marvin Obando       |     |
|       | DEF   | Robert Arias        |     |
|       | DEF   | Bryan Orué          | 61' |
|       | DEF   | Christian Montero   |     |
|       | MED   | José Carlos Cancela | 84' |
|       | MED   | Esteban Ramírez     | 69' |
|       | MED   | José Miguel Cubero  |     |
|       | MED   | Diego Madrigal      |     |
|       | DEL   | Froylán Ledezma     |     |
|       | DEL   | Víctor Núñez        |     |
| D. T. | D. T. | Orlando de León     |     |

| -     | POR   | Patrick Pemberton   |     |
|       | DEF   | Luis Marín          |     |
|       | DEF   | Johnny Acosta       |     |
|       | DEF   | Cristopher Meneses  |     |
|       | DEF   | José Salvatierra    | 75' |
|       | MED   | Juan Gabriel Guzmán |     |
|       | MED   | Allen Guevara       |     |
|       | MED   | Pablo Gabas         |     |
|       | MED   | Luis Miguel Valle   |     |
|       | DEL   | Leandrinho          | 66' |
|       | DEL   | Alejandro Alpízar   | 86' |
| D. T. | D. T. | Óscar Ramírez       |     |

| - | MED | José Sánchez   | 61' |
|   | DEF | Bismark Acosta | 69' |
|   | MED | Tirso Guío     | 84' |

| - | MED | Christian Oviedo  | 66' |
|   | DEL | Marco Ureña       | 75' |
|   | DEL | Argenis Fernández | 86' |

| 70' · 85' | Robert Arias Froylán Ledezma |

| 40' · 41' | José Salvatierra Alejandro Alpízar |

| 73', 86' | Johnny Acosta |

| Principal  | Wálter Quesada    |
| Asistentes | Marvin Ramírez    |
|            | Edwin Medaglia    |
| Cuarto     | Francisco Venegas |

#### Final - vuelta
| -     | POR   | Patrick Pemberton  |     |
|       | DEF   | Luis Marín         |     |
|       | DEF   | Giancarlo González |     |
|       | DEF   | Cristopher Meneses | 75' |
|       | DEF   | José Salvatierra   | 60' |
|       | MED   | Christian Oviedo   |     |
|       | MED   | Allen Guevara      |     |
|       | MED   | Pablo Gabas        |     |
|       | MED   | Luis Miguel Valle  |     |
|       | DEL   | Leandrinho         |     |
|       | DEL   | Alejandro Alpízar  | 12' |
| D. T. | D. T. | Óscar Ramírez      |     |

| -     | POR   | Leonel Moreira      |     |
|       | DEF   | Marvin Obando       |     |
|       | DEF   | Robert Arias        | 34' |
|       | DEF   | Bryan Orué          | 84' |
|       | DEF   | Christian Montero   |     |
|       | MED   | José Carlos Cancela |     |
|       | MED   | Esteban Ramírez     |     |
|       | MED   | José Miguel Cubero  |     |
|       | MED   | Diego Madrigal      |     |
|       | DEL   | Froylán Ledezma     |     |
|       | DEL   | Víctor Núñez        | 66' |
| D. T. | D. T. | Orlando de León     |     |

| - | DEL | Marco Ureña       | 12' |
|   | MED | Diego Estrada     | 60' |
|   | DEL | Argenis Fernández | 75' |

| - | DEF | Éric Sánchez   | 34' |
|   | DEF | Bismark Acosta | 66' |
|   | MED | José Sánchez   | 84' |

| 89' | Pablo Gabas | 1:1 |

| 45' | Víctor Núñez | 0:1 |

| Sí · No · Sí · Sí · Sí | Leandrinho Luis Marín Pablo Gabas Giancarlo González Christian Oviedo | 1:1 2:2 3:2 4:3 |

| Sí · No · Sí · No · Sí | José Carlos Cancela Esteban Ramírez Diego Madrigal Éric Sánchez Froylán Ledezma | 0:1 1:1 1:2 2:2 3:3 |

| 15' · 56' · 59' · 65' · 72' | Allen Guevara Luis Marín Pablo Gabas Giancarlo González Diego Estrada |

| 15' · 56' · 87' · 114' | Robert Arias Bryan Orué Leonel Moreira Esteban Ramírez |

| Principal  | Henry Bejarano     |
| Asistentes | Octavio Jara       |
|            | Alejandro Azofeifa |
| Cuarto     | Hugo Cruz          |

| -     | POR   | Patrick Pemberton  |     |
|       | DEF   | Luis Marín         |     |
|       | DEF   | Giancarlo González |     |
|       | DEF   | Cristopher Meneses | 75' |
|       | DEF   | José Salvatierra   | 60' |
|       | MED   | Christian Oviedo   |     |
|       | MED   | Allen Guevara      |     |
|       | MED   | Pablo Gabas        |     |
|       | MED   | Luis Miguel Valle  |     |
|       | DEL   | Leandrinho         |     |
|       | DEL   | Alejandro Alpízar  | 12' |
| D. T. | D. T. | Óscar Ramírez      |     |

| -     | POR   | Leonel Moreira      |     |
|       | DEF   | Marvin Obando       |     |
|       | DEF   | Robert Arias        | 34' |
|       | DEF   | Bryan Orué          | 84' |
|       | DEF   | Christian Montero   |     |
|       | MED   | José Carlos Cancela |     |
|       | MED   | Esteban Ramírez     |     |
|       | MED   | José Miguel Cubero  |     |
|       | MED   | Diego Madrigal      |     |
|       | DEL   | Froylán Ledezma     |     |
|       | DEL   | Víctor Núñez        | 66' |
| D. T. | D. T. | Orlando de León     |     |

| - | DEL | Marco Ureña       | 12' |
|   | MED | Diego Estrada     | 60' |
|   | DEL | Argenis Fernández | 75' |

| - | DEF | Éric Sánchez   | 34' |
|   | DEF | Bismark Acosta | 66' |
|   | MED | José Sánchez   | 84' |

| 89' | Pablo Gabas | 1:1 |

| 45' | Víctor Núñez | 0:1 |

| Sí · No · Sí · Sí · Sí | Leandrinho Luis Marín Pablo Gabas Giancarlo González Christian Oviedo | 1:1 2:2 3:2 4:3 |

| Sí · No · Sí · No · Sí | José Carlos Cancela Esteban Ramírez Diego Madrigal Éric Sánchez Froylán Ledezma | 0:1 1:1 1:2 2:2 3:3 |

| 15' · 56' · 59' · 65' · 72' | Allen Guevara Luis Marín Pablo Gabas Giancarlo González Diego Estrada |

| 15' · 56' · 87' · 114' | Robert Arias Bryan Orué Leonel Moreira Esteban Ramírez |

| Principal  | Henry Bejarano     |
| Asistentes | Octavio Jara       |
|            | Alejandro Azofeifa |
| Cuarto     | Hugo Cruz          |

| -     | POR   | Patrick Pemberton  |     |
|       | DEF   | Luis Marín         |     |
|       | DEF   | Giancarlo González |     |
|       | DEF   | Cristopher Meneses | 75' |
|       | DEF   | José Salvatierra   | 60' |
|       | MED   | Christian Oviedo   |     |
|       | MED   | Allen Guevara      |     |
|       | MED   | Pablo Gabas        |     |
|       | MED   | Luis Miguel Valle  |     |
|       | DEL   | Leandrinho         |     |
|       | DEL   | Alejandro Alpízar  | 12' |
| D. T. | D. T. | Óscar Ramírez      |     |

| -     | POR   | Leonel Moreira      |     |
|       | DEF   | Marvin Obando       |     |
|       | DEF   | Robert Arias        | 34' |
|       | DEF   | Bryan Orué          | 84' |
|       | DEF   | Christian Montero   |     |
|       | MED   | José Carlos Cancela |     |
|       | MED   | Esteban Ramírez     |     |
|       | MED   | José Miguel Cubero  |     |
|       | MED   | Diego Madrigal      |     |
|       | DEL   | Froylán Ledezma     |     |
|       | DEL   | Víctor Núñez        | 66' |
| D. T. | D. T. | Orlando de León     |     |

| - | DEL | Marco Ureña       | 12' |
|   | MED | Diego Estrada     | 60' |
|   | DEL | Argenis Fernández | 75' |

| - | DEF | Éric Sánchez   | 34' |
|   | DEF | Bismark Acosta | 66' |
|   | MED | José Sánchez   | 84' |

| 89' | Pablo Gabas | 1:1 |

| 45' | Víctor Núñez | 0:1 |

| Sí · No · Sí · Sí · Sí | Leandrinho Luis Marín Pablo Gabas Giancarlo González Christian Oviedo | 1:1 2:2 3:2 4:3 |

| Sí · No · Sí · No · Sí | José Carlos Cancela Esteban Ramírez Diego Madrigal Éric Sánchez Froylán Ledezma | 0:1 1:1 1:2 2:2 3:3 |

| 15' · 56' · 59' · 65' · 72' | Allen Guevara Luis Marín Pablo Gabas Giancarlo González Diego Estrada |

| 15' · 56' · 87' · 114' | Robert Arias Bryan Orué Leonel Moreira Esteban Ramírez |

| Principal  | Henry Bejarano     |
| Asistentes | Octavio Jara       |
|            | Alejandro Azofeifa |
| Cuarto     | Hugo Cruz          |

| -     | POR   | Patrick Pemberton  |     |
|       | DEF   | Luis Marín         |     |
|       | DEF   | Giancarlo González |     |
|       | DEF   | Cristopher Meneses | 75' |
|       | DEF   | José Salvatierra   | 60' |
|       | MED   | Christian Oviedo   |     |
|       | MED   | Allen Guevara      |     |
|       | MED   | Pablo Gabas        |     |
|       | MED   | Luis Miguel Valle  |     |
|       | DEL   | Leandrinho         |     |
|       | DEL   | Alejandro Alpízar  | 12' |
| D. T. | D. T. | Óscar Ramírez      |     |

| -     | POR   | Leonel Moreira      |     |
|       | DEF   | Marvin Obando       |     |
|       | DEF   | Robert Arias        | 34' |
|       | DEF   | Bryan Orué          | 84' |
|       | DEF   | Christian Montero   |     |
|       | MED   | José Carlos Cancela |     |
|       | MED   | Esteban Ramírez     |     |
|       | MED   | José Miguel Cubero  |     |
|       | MED   | Diego Madrigal      |     |
|       | DEL   | Froylán Ledezma     |     |
|       | DEL   | Víctor Núñez        | 66' |
| D. T. | D. T. | Orlando de León     |     |

| - | DEL | Marco Ureña       | 12' |
|   | MED | Diego Estrada     | 60' |
|   | DEL | Argenis Fernández | 75' |

| - | DEF | Éric Sánchez   | 34' |
|   | DEF | Bismark Acosta | 66' |
|   | MED | José Sánchez   | 84' |

| 89' | Pablo Gabas | 1:1 |

| 45' | Víctor Núñez | 0:1 |

| Sí · No · Sí · Sí · Sí | Leandrinho Luis Marín Pablo Gabas Giancarlo González Christian Oviedo | 1:1 2:2 3:2 4:3 |

| Sí · No · Sí · No · Sí | José Carlos Cancela Esteban Ramírez Diego Madrigal Éric Sánchez Froylán Ledezma | 0:1 1:1 1:2 2:2 3:3 |

| 15' · 56' · 59' · 65' · 72' | Allen Guevara Luis Marín Pablo Gabas Giancarlo González Diego Estrada |

| 15' · 56' · 87' · 114' | Robert Arias Bryan Orué Leonel Moreira Esteban Ramírez |

| Principal  | Henry Bejarano     |
| Asistentes | Octavio Jara       |
|            | Alejandro Azofeifa |
| Cuarto     | Hugo Cruz          |

|                                       |
|                                       |
| Campeón L. D. Alajuelense 25.º título |

## Estadísticas

### Tabla de goleadores
Lista con los máximos goleadores del torneo.
| Jugador         | Equipo                    | Goles |
| --------------- | ------------------------- | ----- |
| Randall Brenes  | C. S. Cartaginés          | 10    |
| Éver Alfaro     | Pérez Zeledón             | 10    |
| Leandrinho      | L. D. Alajuelense         | 9     |
| Cristhian Lagos | Brujas F. C.              | 8     |
| Maykol Ortiz    | A. D. Barrio México       | 8     |
| Yosimar Arias   | Brujas F. C.              | 8     |
| Diego País      | C. S. Cartaginés          | 8     |
| Froylán Ledezma | C. S. Herediano           | 8     |
| Kurt Bernard    | Limón F. C.               | 7     |
| Mario Víquez    | Puntarenas F. C.          | 7     |
| Minor Díaz      | Universidad de Costa Rica | 7     |
| Andrés Núñez    | Brujas F. C.              | 7     |
| Víctor Núñez    | C. S. Herediano           | 7     |